# Gare interurbaine de Queensville
La Gare interurbaine de Queensville (Queensville radial station en anglais) est une ancienne gare de la Metropolitan Street Railway Company, située à Queensville, Ontario. Elle sert d'une résidence privée depuis sa fermeture.

## Situation ferroviaire

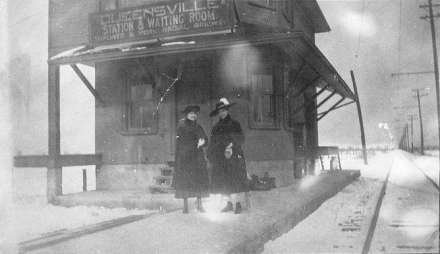
Deux femmes attendent le tramway, début des années 1900.

L'emplacement était l’arrêt 58, Stop 58, de la ligne de radiale exploité entre Toronto et Sutton débutant en 1909 .

## Histoire et patrimoine ferroviaire

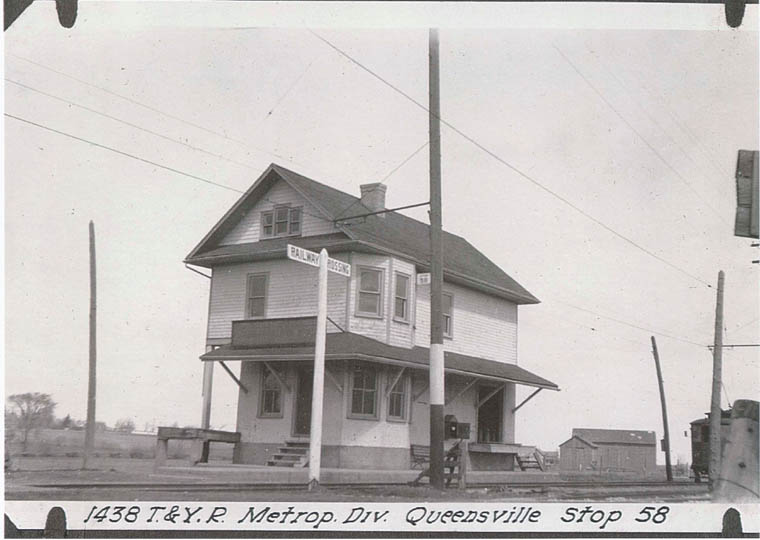
La gare vers 1923.

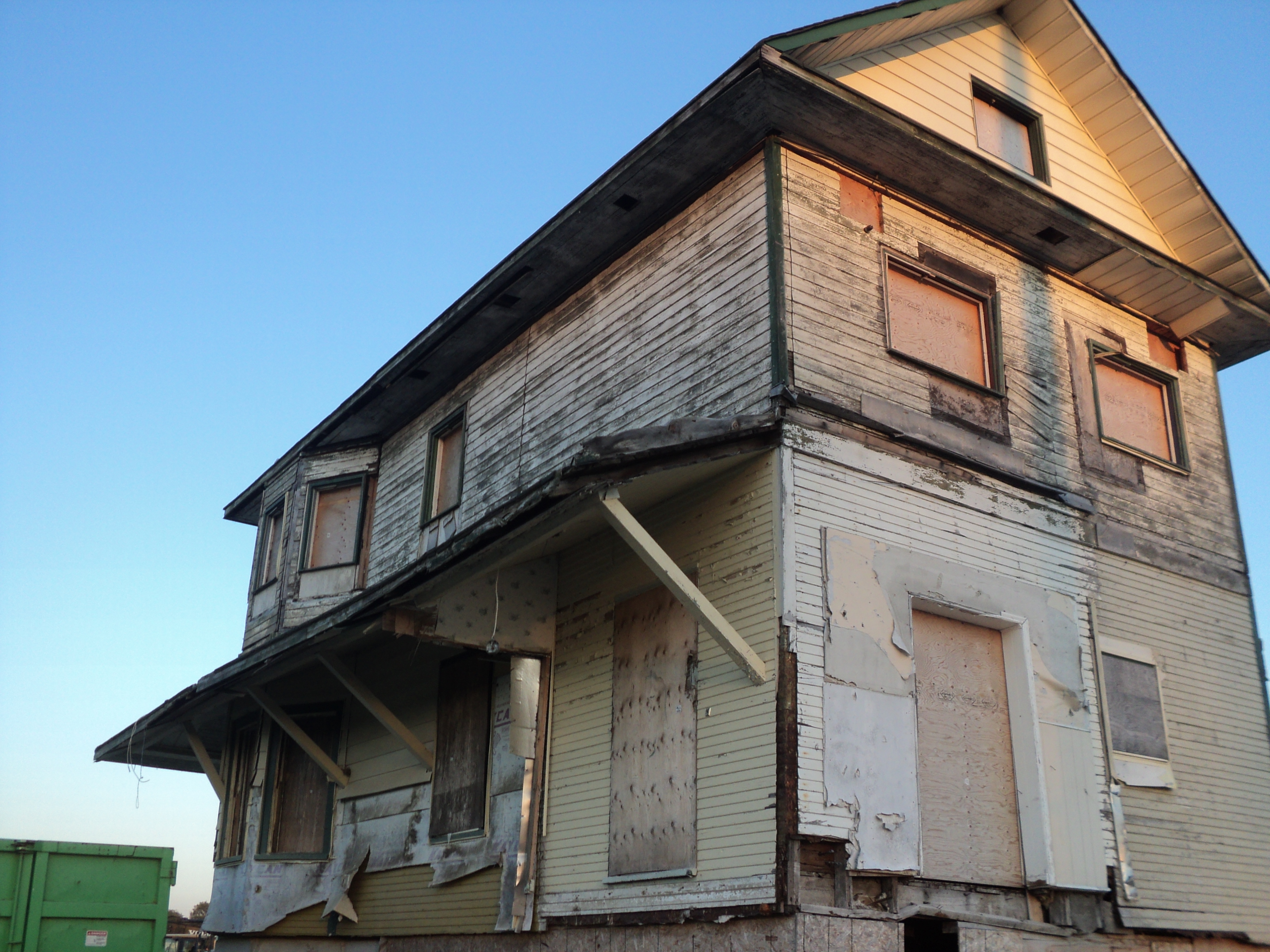
La gare en 2015, avant la rénovation

La gare de Queensville (composée d'une de plate-forme et d’une salle d'attente)  a été construite en 1908. Elle servira la communauté jusqu'en 1930. Lorsque construit, c’était un bâtiment de 2 étages et demi avec la gare et la salle d'attente sur le niveau inférieur et un logement pour le maître de la gare au niveau supérieur. Le bâtiment a été rénové entre 1930 et 1938. Il a été retiré de sa fondation, tourné de 180 degrés, transporté l’autre côté de la rue et placé sur une nouvelle base de ciment. Il a été converti en logement privé.  Selon la Ville d’East Gwillimbury, «Son utilisation et la conservation d'une véranda avec des poutres exposées et une baie vitrée empilé exprime les approches de la conception de gare de chemin de fer qui étaient en faveur au cours de la fin du XIXe siècle et début du XXe siècle, qui a cherché à combiner les détails architecturaux et l'abordabilité. La véranda enveloppant, soutenu par une charpente, est une caractéristique de conception originale et celle qui commémore clairement son ancienne utilisation comme gare de chemin de fer. Deux fenêtres d'origine restent, une sur chacune des façades est et ouest. Ces fenêtres sont indiquées par leur cadre en bois et volet deux par deux. Ces types de fenêtres auraient été à l'origine présents sur les élévations nord et ouest. Une baie vitrée empilé se trouve sur l'extrémité nord de la façade ouest et est une caractéristique de conception originale ». La ville la désigne sous la partie IV de la Loi sur le patrimoine de l'Ontario, depuis 2011.
En janvier 2014, la gare est déplacée du Mount Albert Road vers la Queensville Sideroad. La Maison Radiale est maintenant dans la phase 1 de la subdivision Ashley Park. Elle ne sera pas utilisée comme un bureau de vente pour la subdivision mais elle sera rénovée et vendue comme une habitation unifamiliale détachée. Après son déplacement, la ville doit transférer la désignation patrimoniale du bâtiment; le règlement municipal de 2011 sera abrogé en 2016 et un nouveau règlement sur la désignation patrimoniale a été promulgué en même temps, assurant la protection continuelle de la gare .
La gare de Queensville se présente comme l'une des deux gares restantes construite par la Metropolitan Street Railway Company.

## Service des voyageurs
La gare n'était servie que par les tramways de la Metropolitan Street Railway Company.